# Wilhelm Canaris
Wilhelm Franz Canaris (1. januar 1887 – 9. april 1945) var en tysk søofficer, admiral, chef for den tyske kontraspionage (Abwehr) og en fremtrædende organisator af modstanden mod Hitler. Chef for Brandenburg-divisionen – de tyske kommandosoldater.
Under 1. verdenskrig i tjeneste på krydseren Dresden. Han deltog i Søslaget ved Falklandsøerne den 8. december 1914.
Efter at besætningen havde sænket Dresden den 14. marts 1915 efter beskydning fra britiske flådeenheder, flygtede Canaris til Chile, hvor han blev interneret. Det lykkedes ham at flygte og vende tilbage til Tyskland.
Som kaptajnløjtnant i admiralitetet udførte han i 1916 hemmelig tjeneste (spionage) i Spanien.
I 1917 – 1918 var han chef for en ubåd i Middelhavet. Han hilste med udgangspunkt i sin antikommunistiske indstilling den nazistiske magtovertagelse i 1933 velkommen og ønskede en revision af Versaillestraktaten. Han fik i 1934 en aftrædelsesstilling som fæstningskommandant i Swinemünde.
I 1935 blev Canaris overraskende udnævnt til kontreadmiral og chef for kontraspionageafdelingen i krigsministeriet. Han var ikke grundlæggende modstander af det nazistiske regime, men Hitlers krigsforberedelser fjernede ham fra det. Heydrichs SD (Sicherheitsdienst) var hans direkte konkurrent på kontraspionageområdet.
Efter Blomberg-Fritsch-affæren i 1938 trådte Werner von Blomberg og Werner Freiherr von Fritsch ud af hærens ledelse, og Canaris organiserede modstanden i hæren (Wehrmacht). Han dækkede over sin stabschef Hans Osters aktiviteter og støttede general Ludwig Becks opposition.
I 1940 udnævntes Wilhelm Canaris til admiral. Han fortsatte sine modstandsaktiviteter.
Da Osters medarbejder Hans von Dohnanyi arresteredes i 1943, kom Oster under mistanke og blev sendt på ferie. Canaris var under øget overvågning af RSHA(blandt andet af Walther Schellenberg).
Tre dage efter attentatet på Hitler den 20. juli 1944 blev Canaris arresteret. På trods af at han havde frarådet et attentat på Hitler, fandtes en del belastende information hos en række modstandsgrupper.
Han, Hans Oster og Dietrich Bonhoeffer blev henrettet ved hængning den 9. april 1945 i koncentrationslejren Flossenbürg. Først blev de tre mænd afklædt i deres celler; derefter tvang SS-mændene dem til at vandre nøgne til henrettelsesrummet. Canaris sad fængslet med vicekonsul Mogensen og efterretningsofficer ritmester H.M. Lunding.

## Biografier
- Abshagen, Karl Heinz: ”Canaris, Patriot und Weltbürger”, Stuttgart 1950, 430 pp., ill. (Den første biografi, skrevet af en tidligere medarbejder)
- Bassett, Richard: ”Canaris – Hitlers Spionchef”, Broe 2010, 287 pp., ill. (Dårligt oversat fra den engelske udgave, stærkt fejlbehæftet og postulerende, uden kildeangivelser eller litteraturfortegnelse)
- Benzing, Klaus: ”Der Admiral. Wilhelm Canaris – Leben und Wirken”, 1973 (Benzing opfinder selv kilder, der hvor han mangler dem som forfalskninger af Canaris' dagbøger)
- Brissaud, Andre: ”Canaris”, Weidenfeld 1973,(Ret pålidelig og veldokumenteret)
- Colvin, Ian: ”Canaris. Chief of Intelligence”, 1973 (Kortfattet, bygger på Abshagen og samtaler med forhenværende medarbejdere i Abwehr)
- Höhne, Heinz: ”Canaris, Patriot im Zwielicht”, Bertelsmann , 1976, 608 pp., ill. (Detaljeret og veldokumenteret)
- Mueller, Michael: ”Canaris, Hitlers Abwehrchef”, List 2007, 576 pp., ill. (Saglig og veldokumenteret)